# Fissidentalium salpinx
Fissidentalium salpinx är en blötdjursart som beskrevs av John Read le Brockton Tomlin 1931. Fissidentalium salpinx ingår i släktet Fissidentalium och familjen Dentaliidae. Inga underarter finns listade i Catalogue of Life.